# 제이드 존스
제이드 루이즈 존스 OBE(영어: Jade Louise Jones OBE, 1993년 3월 21일~)는 영국 웨일스의 태권도 선수이다. 2012년 하계 올림픽에서 영국 태권도 국가대표로 출전하였으며 여자 57kg급에서 영국 사상 최초로 올림픽 태권도 금메달을 따냈다.

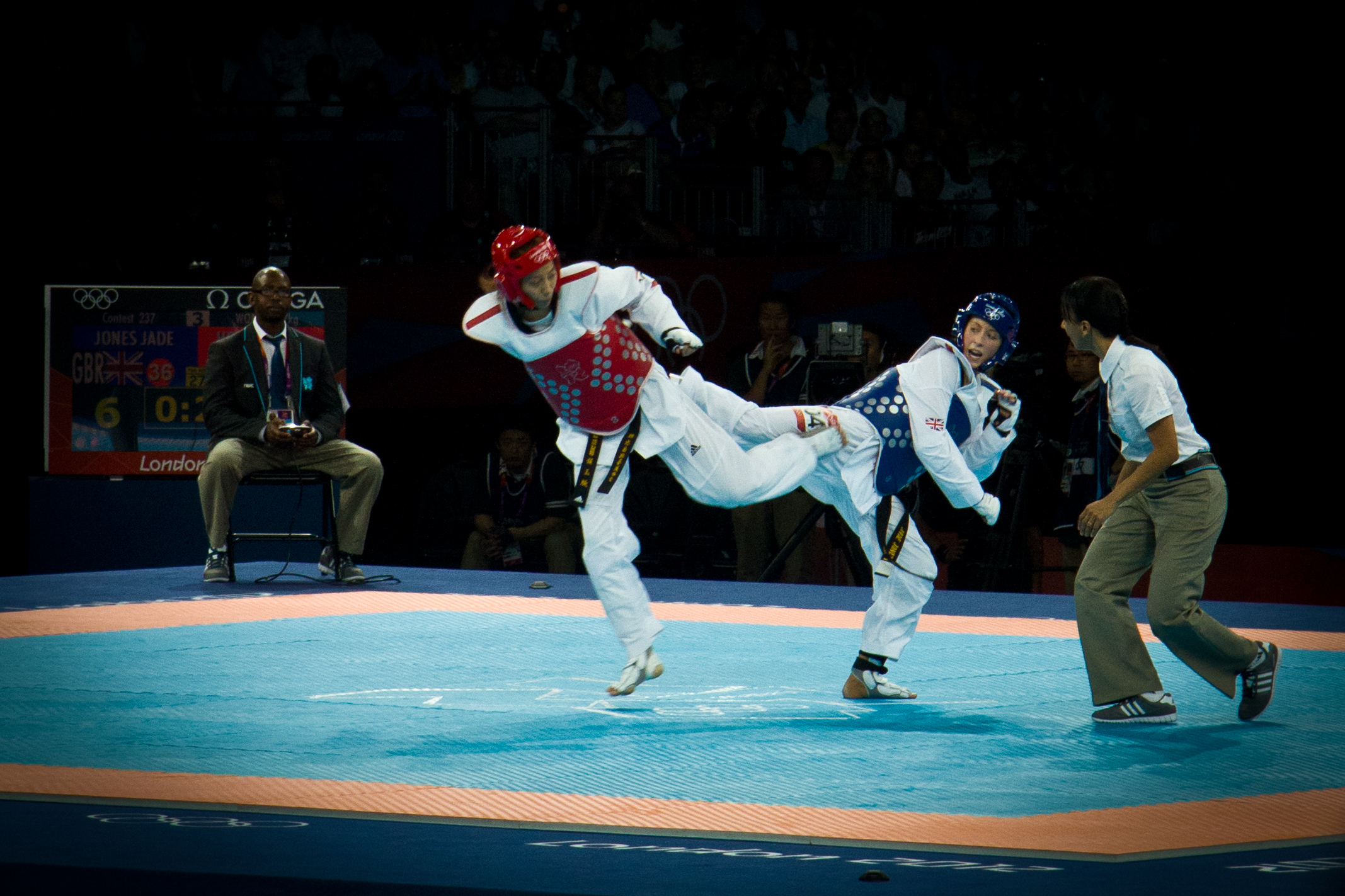
2012년 런던 올림픽에서 제이드 존스(파란색)

## 서훈
- 2013년 대영 제국 훈장 5등급(MBE) 수훈[1]